# Live at AIR JAM 2011
「Live at AIR JAM 2011」（ライブ アット エア ジャム 2011）は、Hi-STANDARDのライブDVD。2012年2月22日発売。

## 概要
東日本大震災の発生を受けて11年ぶりに開催した主催フェスティバル「AIR JAM」でのライブの模様を完全収録しているほか、ボーナス映像としてリハーサルスタジオなどでの様子も見られる。発売初週に5.9万枚を売り上げ、オリコンDVD週間総合ランキングで1位を獲得した。

## 収録曲
1. STAY GOLD
2. MY HEART FEELS SO FREE
3. SUMMER OF LOVE
4. CLOSE TO ME
5. DEAR MY FRIEND
6. WAIT FOR THE SUN
7. TEENAGERS ARE ALL ASSHOLES
8. FIGHTING FISTS, ANGRY SOUL
9. CAN’T HELP FALLING IN LOVE
10. STARRY NIGHT
11. BRAND NEW SUNSET